# Ebrahim Hesari
Ebrahim Hesari – wieś w Iranie, w ostanie Azerbejdżan Zachodni, w szahrestanie Mijandoab. W 2006 roku liczyła 509 mieszkańców.